# Межселенная территория Советско-Гаванского района
На территории Советско-Гаванского района расположены три городских поселения и 1 сельское поселение, каждое из которых состоит из одного одноимённого населённого пункта. Помимо них, в районе располагаются ещё 4 населённых пункта, располагающихся на межселенной территории, и относящихся к ведению администрации Советско-Гаванского муниципального района.
Площадь межселенной территории составляет 15 355,89 кв км.

## Население
| Население на 1 января          | Население на 1 января | Население на 1 января | Население на 1 января | Население на 1 января | Население на 1 января | Население на 1 января | Население на 1 января | Население на 1 января | Население на 1 января | Население на 1 января | Население на 1 января | Население на 1 января | Население на 1 января | Население на 1 января | Население на 1 января |      |      |      |
|                                | 1926                  | 1959                  | 1970                  | 1989                  | 2008                  | 2010                  | 2011                  | 2012                  | 2013                  | 2014                  | 2015                  | 2016                  | 2017                  | 2018                  | 2019                  | 2020 | 2021 | 2022 |
| ------------------------------ | --------------------- | --------------------- | --------------------- | --------------------- | --------------------- | --------------------- | --------------------- | --------------------- | --------------------- | --------------------- | --------------------- | --------------------- | --------------------- | --------------------- | --------------------- | ---- | ---- | ---- |
| межселенная территория (всего) |                       |                       |                       |                       | 27                    | ↗33                   | →33                   | ↘24                   | ↗32                   | ↗44                   | ↘31                   | ↘11                   | ↘7                    | ↗8                    | ↗11                   |      |      | 14   |
| село Гроссевичи                | 199                   |                       |                       |                       | ↘3                    | →3                    | →3                    | →3                    | -                     | -                     | -                     | -                     | -                     | -                     | -                     |      |      | -    |
| посёлок Иннокентьевский        |                       | 1154                  |                       |                       | ↘4                    | ↗5                    | →5                    | →5                    | -                     | -                     | -                     | -                     | -                     | -                     | -                     |      |      | -    |
| посёлок Коппи                  |                       |                       |                       |                       | 13                    | ↗17                   | →17                   | ↘9                    | -                     | -                     | -                     | -                     | -                     | -                     | -                     |      |      | -    |
| посёлок Нельма                 |                       | 1776                  | ↘747                  |                       | ↘7                    | ↗8                    | →8                    | ↘7                    | -                     | -                     | -                     | -                     | -                     | -                     | -                     |      |      | -    |